# Вагонът
„Вагонът“ е български игрален филм от 2001 година на режисьора Радой Николов.

## Състав
Не е налична информация за актьорския състав.